# تراستمستر
تراستمستر (انگلیسی: Thrustmaster) شرکت سخت‌افزار فرانسوی است، که در سال ۱۹۹۰ تأسیس شد.